# Howard Hanson

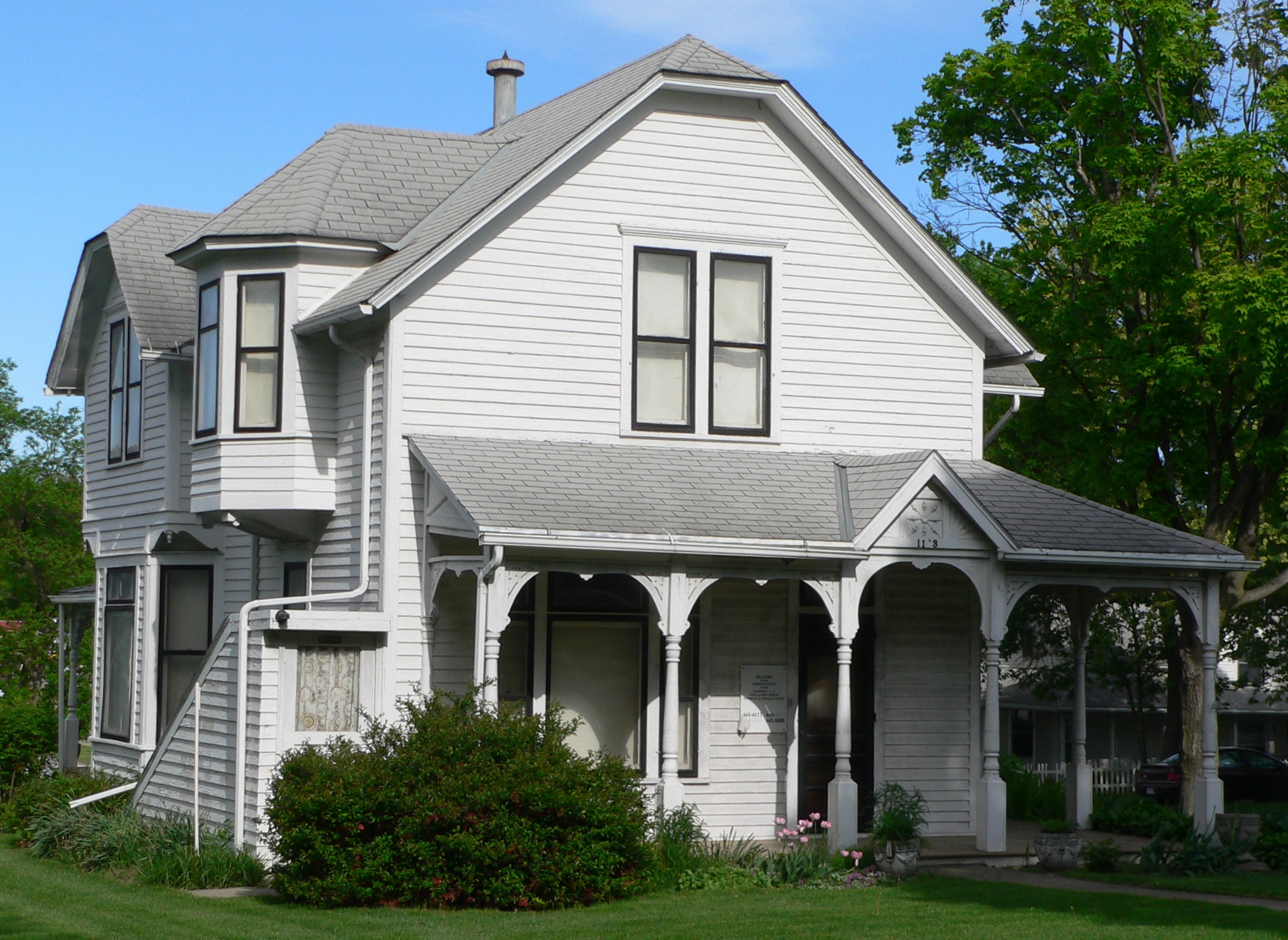
Huset där Hanson växte upp.

Howard Harold Hanson, född 28 oktober 1896 i Wahoo i Nebraska av svenska föräldrar, död 26 februari 1981, var en amerikansk kompositör.

## Biografi
Hanson fick sin utbildning i Rom bland annat, men uppvisar i sina verk lyrisk-nordiska drag.
År 1924 blev Hanson rektor för Eastman School of Music i Rochester. 1949 mottog han Pulitzerpriset för sin fjärde symfoni, och från 1949 var Hanson medlem av Unescos Music Council.

## Verk (urval)
- Beowulfs klagan, för kör och orkester, 1925
- Merry Mount, opera, 1924
- Cherubisk hymn, för kör och orkester
- Trumslag, för kör och orkester, 1935